# 法華寺 (京田辺市)
法華寺（ほっけじ）は、京都府京田辺市にある日蓮宗(総本山身延山久遠寺)の寺院である。山号は瑞應山。旧本寺は、大本山本圀寺（六条門流）。勇師法縁。

## 歴史
もともとは大日堂盛行庵と称し、醍醐三宝院の流派に属する真言密教の精舎であったが、寛永15年（1638年）に当地の代官澤井家出身の喜見院日便上人が日蓮宗法華寺と改められ現在にいたる。蛤御門の変では曇華院宮が当地に避難、澤井家を仮御所とされ、法華寺を仮菩提寺とした。戦後、中興37世日薩が本堂庫裡を新築、それを受けた38世日梵は京田辺市を中心に宇治市・城陽市・久御山町・八幡市・精華町・木津川市・枚方市と教線を拡大、また、青年信行組織「法華寺菩薩団」を結成し、宗教活動のみならず地域社会に貢献すべく活動を展開。令和３年３月には檀信徒参集施設「妙壽殿瑠璃庵」が落慶した。法縁は勇師法縁。現住職は第38世中紙賢孝（開聞院日梵）で日蓮宗専任布教師・教誨師。滋賀県大津市の本要寺を兼務している。